# Помбия (Италия)
Вижте пояснителната страница за други населени места с името Помбия.
По̀мбия (на италиански: Pombia) е село и община в северозападна Италия, провинция Новара, регион Пиемонт. Разположено е на 286 m надморска височина. Населението на общината е 2174 души (към 2010 г.).